# ナンシー・スティーヴンス
ナンシー・ジェーン・スティーヴンス（Nancy Jane Stephens、1949年7月2日 - ）は、アメリカ合衆国の映画・テレビ女優。ジョン・カーペンターのホラー映画『ハロウィン』（1978年）、『ハロウィンII』（1981年）、『ハロウィンH20』（1998年）で演じた看護師マリオン・チェンバース役で最もよく知られている。

## 来歴
アクターズ・スタジオの終身メンバーであるスティーヴンスは、1969年から1970年にかけてのソープオペラ『Bright Promise』のジェニファー・マシューズ役で連続テレビドラマデビューを果した。1975年には長寿ソープオペラ『デイズ・オブ・アワ・ライブス』にメアリー・アンダーソン役で出演。
1978年、ジョン・カーペンターの古典的ホラー映画『ハロウィン』の看護師マリオン・チェンバース役で短い出番ながら銀幕デビューを果す。1981年にはジョン・カーペンターの『ニューヨーク1997』にも出演。カーペンターと組んだ最後の仕事は同年の『ハロウィンII』で、再びマリオン・チェンバースを演じた。『愛しのレベッカ』（1984年）、『ラスキーズ』（1987年）、『D2 マイティ・ダック』（1994年）など数本の映画に出演した後、ハロウィンシリーズ7作目の『ハロウィンH20』（1998年）でもマリオン・チェンバース役を演じた。2002年の『A Time for Dancing』に出演した後は長期間映画に出演していなかったが、2021年の『ハロウィン KILLS』で再びマリオン・チェンバースを復活させた。『All in the Family』、『白バイ野郎ジョン&パンチ』、『チアーズ』、『アリー my Love』、『ボストン・リーガル』など多くのシチュエーション・コメディ番組にゲスト出演している。

## 私生活
1981年5月23日、スティーヴンスは映画監督・テレビディレクターのリック・ローゼンタールと結婚。2人はローゼンタールが監督を務めた『ハロウィンII』の撮影中に出会った。 彼らには3人の子供がおり、そのうちの1人が撮影監督のノア・ローゼンタールである。

## フィルモグラフィー
| 年   | 原題                          | 邦題                  | 役名                                     | 備考       |
| ---- | ----------------------------- | --------------------- | ---------------------------------------- | ---------- |
| 1978 | Halloween                     | ハロウィン            | マリオン・チェンバース                   |            |
| 1979 | Death Car on the Freeway      | 狂走!皆殺しの高速道路 | クリスティーン                           | テレビ映画 |
| 1981 | Escape from New York          | ニューヨーク1997      | 女性客室乗務員                           |            |
| 1981 | Halloween II                  | ハロウィンII          | マリオン・チェンバース                   |            |
| 1984 | American Dreamer              | 愛しのレベッカ        | ジャクリーン                             |            |
| 1987 | Russkies                      | ラスキーズ            | 看護師                                   |            |
| 1994 | D2: The Mighty Ducks          | D2 マイティ・ダック   | 競技場リポーター                         |            |
| 1998 | Halloween H20: 20 Years Later | ハロウィンH20         | マリオン・チェンバース＝ウィッティントン |            |
| 2002 | A Time for Dancing            |                       | ヒルマン夫人                             |            |
| 2021 | Halloween Kills               | ハロウィン KILLS      | マリオン・チェンバース                   |            |